# Prieuré de Notre-Dame du Parc d'Harcourt
Le prieuré Notre-Dame du Parc  est un ancien prieuré situé à Harcourt dans le département de l'Eure en région  Normandie. 
Cet édifice a été construit au XIIIe siècle par Jean Ier d'Harcourt. L'ensemble fut vendu durant la Révolution française, puis utilisé comme carrière de pierres.
Il ne subsiste, à ce jour, que quelques hangars de la ferme, deux constructions carrées et les vestiges d’une crypte souterraine.

## Localisation
Le prieuré se situe sur le territoire de la commune d'Harcourt, dans l'ouest du département de l'Eure, au sein de la région naturelle de la campagne du Neubourg. Il s'élève au cœur d'un vallon, au lieu-dit Abbaye du Parc, à environ un kilomètre au nord-est du bourg de la commune et à proximité de la voie verte reliant Évreux au Bec Hellouin.

## Histoire
En septembre 1254, Jean Ier d'Harcourt fonde le prieuré Notre-Dame dans le parc de son château pour servir de lieu de sépulture à sa famille. Il y installe douze chanoines réguliers de Saint-Augustin, de l’ordre du Val-des-Écoliers. 
La construction du prieuré semble être achevée vers 1260. Jean 1er dote l'établissement des biens qu’il possède 
à Angoville et place le prieuré de Berville-en-Roumois sous sa dépendance. 
En 1291, la fondation du prieuré est approuvée par l’évêque d'Évreux Nicolas d’Auteuil.
Vers 1600, les deux petits pavillons d'architecture classique sont édifiés. 
Au cours de la Révolution française, les tombeaux de la famille d’Harcourt placés dans l'église disparaissent. Le prieuré est déclaré bien national, puis vendu. 
| Nom de la personne                                                         | Date d'inhumation |
| Jean Ier d'Harcourt, dit le Prud'Homme                                     | 1288              |
| Jean II d'Harcourt, dit le Preux, fils de Jean Ier                         | 1302              |
| Raoul d'Harcourt, chanoine de Paris , fils de Jean 1er                     | 1307              |
| Jean III d'Harcourt, dit le Tort ou le Boiteux, fils de Jean II            | 1326              |
| Jean IV d'Harcourt, premier comte d'Harcourt, fils de Jean III             | 1346              |
| Jean V d'Harcourt, comte d'Aumale et d'Harcourt, fils de Jean IV           | 1357              |
| Blanche d'Aumale, dite aussi parfois Blanche de Ponthieu, épouse de Jean V | 1387              |
| Jean VI d'Harcourt, fils de Jean V et de Blanche d'Aumale                  | 1388              |

## Architecture
L'ensemble devait se composer des deux parties suivantes. : 
- Une partie conventuelle comprenant deux pavillons d’entrée symétriques d'architecture classique, probablement d'inspiration mauriste, l'église ainsi que les bâtiments d'habitation des moines dont le logis du prieur. Cette partie jouxte un petit jardin, dit le jardin du prieur, aménagé avec une placette centrale ;

- Une seconde partie composée de bâtiments plus épars, certainement à usage agricole.

Il ne subsiste, à ce jour, que quelques hangars de la ferme, les deux pavillons d'entrée symétriques et les vestiges d’une crypte souterraine.
L’un des deux pavillons porte de nombreuses inscriptions de comptage, d’ex-voto, ainsi que plusieurs datations dont la plus ancienne est 1667 et des noms presque illisibles.